# 1223 в Україні

## Події

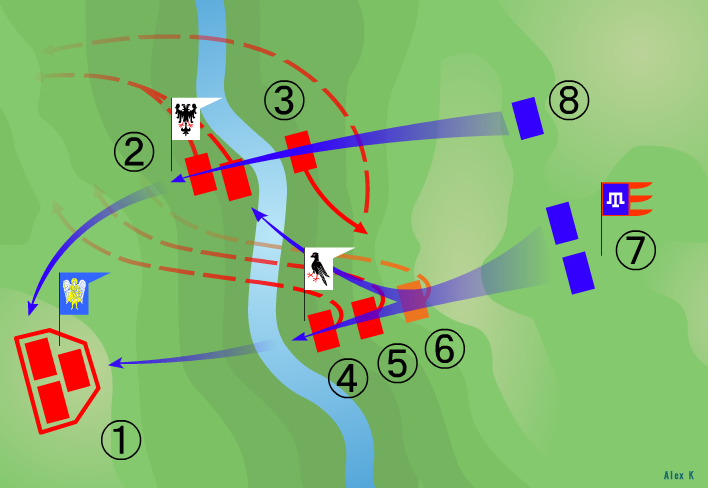
Уявний план битви на Калці за Іпатіївським літописом(31 травня 1223 року):1) Кияни Мстислава Романовича; 2) Чернігівці Мстислава Святославича; 3) Курчани Олега Святославича; 4) Галичани Мстислава Удатного; 5) Волинці Данила Романовича; 6) Половці Яруна; 7) Монголи Субедея і Джебе; 8) Бродники Плоскині.

- Князі Київської Русі на своїй нараді вирішили піти на допомогу половцям проти монголів.
- 31 травня — монгольські війська під командуванням полководців Чингізхана Субедея Баатура і Джебе-нойона перемогли спільні війська руських князів, під керівництвом Мстислава Романовича Київського, Мстислава Мстиславича Галицького, Мстислава Святославича Чернігівського та половецького хана Котяна Сутоєвича у битві на річці Калка. Загинули, зокрема київський князь Мстислав Романович Старий та чернігівський князь Мстислав Святославич.[2].
- Після перемоги на Калці монгольські війська спустошили генуезьку колонію Солдаю в Криму, але пізніше отримали відсіч від волзьких болгар.

## Особи

### Призначено, звільнено
- У Києві почав княжити Володимир Рюрикович.

### Народились
- Іраклій Данилович — руський (давньоукраїнський) княжич. Представник дому Романовичів, гілки старших Мономаховичів із династії Рюриковичів. Син Великого князя Київського і короля Руси Данила Романовича і галицької князівни Анни (пом. до 1240)

### Померли
- 31 травня:
  - Василько-Дмитро Мстиславич — князь козельський (1216–1223) з династії Рюриковичів, гілки Ольговичів.
  - Ізясла́в І́нгварович — останній князь дорогобузький (1220—1223)[3]. Представник дому Волинських Мономаховичів із династії Рюриковичів.
  - Мстислав Святославич — князь козельський (1201—1216) і чернігівський (1216 (?) — 1223) з династії Рюриковичів, гілки Ольговичів. Молодший син Святослава Всеволодовича, князя чернігівського і великого князя київського.
  - Ю́рій (Аккубуль?) Кончако́вич — половецький хан, якого руський літописець називає «найбільшим між половцями». Син Кончака, онук Атрака.
- 1 червня — Олександр Глібович (Всеволодович) — князь дубровицький з роду Ізяславичів турово-пінських. Після битви на Калці потрапив у полон разом зі своїм старшим родичем Андрієм (імовірно, турівським князем) і його тестем Мстиславом Романовичем Київським. Роздавлений дошками, на яких сіли бенкетувати монголи.
- 2 червня — Мстисла́в Рома́нович, відомий як Мстисла́в Стари́й — Великий князь Київський (1212—1223). Князь Псковський (1178—1197), Смоленський (1197—1214) та Білгородський (1206). Син Великого князя Київського Романа Ростиславича (нар. 1156).
- Данило Кобякович — половецький хан (придніпровських половців), син хана Кобяка, розбитого на Орелі (1183) і померлого в ув'язненні в Києві (нар. до 1183).

## Пам'ятні дати та ювілеї
- 325 років з часу (898 рік):
  - Облоги Києва — нападу кочівників-угорців на чолі з ханом Алмошем на Київ в ході їх кочування на захід і попередній завоюванню батьківщини на Дунаї (з центром в Паннонії)[4].
  - першої писемної згадки про місто Галич[5][6][7] — колишньої столиці Галицько-Волинського князівства, наймогутнішої твердині на південно-західних давньоруських землях, а нині — центру Галицької міської громади Івано-Франківської області.
- 150 років з часу (1073 рік):

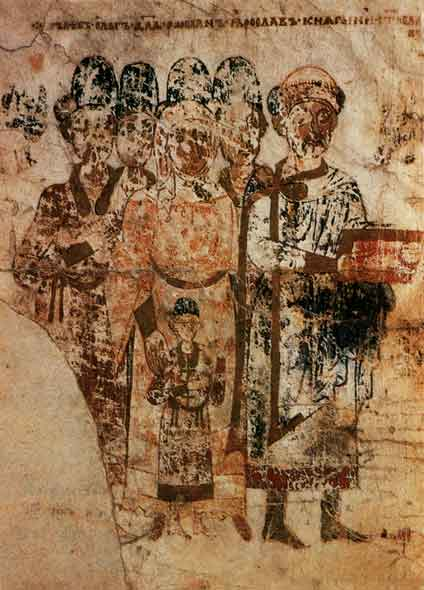
Зображення Святослава Ярославича в «Ізборнику» 1073 року

- - розпаду триумвірату в результаті захоплення великокняжого престолу Святославом Ярославичем (до 1076 року) за допомогою брата Всеволода[8].
  - укладення енциклопедичного збірника Ізборник Святослава[8].
- 50 років з часу (1173 рік):
  - другого походу великого князя володимирського Андрія Боголюбського на Київщину[9] та його розгромлення під Вишгородом українцями під командуванням Мстислава Ростиславича та луцького князя Ярослава Ізяславича, який після перемоги став великим київським князем[10].

### Видатних особистостей

#### Народження
- 200 років з часу (1023 рік):
  - народження Анастасії Ярославни, королеви Угорщини (1046—1061 рр.) з династії Рюриковичів, дружини короля Андраша I; наймолодша дочка Ярослава Мудрого та Інгігерди, сестри королеви Франції Анни Ярославни та королеви Норвегії Єлизавети Ярославни (пом. 1074).

#### Смерті
- 150 років з часу (1073 рік):

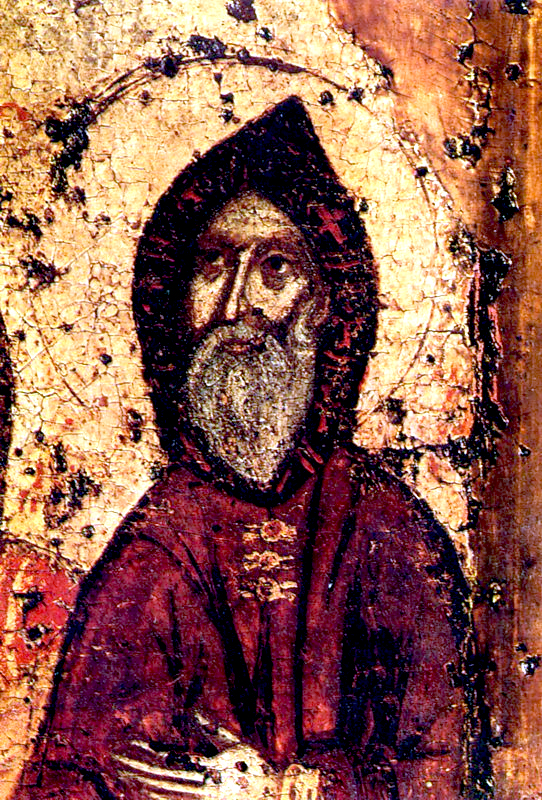
Фрагмент Свенської ікони Божої Матері

- - смерті Антонія Печерського, церковного діяча Русі-України, одного із засновників Києво-Печерського монастиря і будівничог Свято-Успенського собору (нар 983)[11][12];
- 125 років з часу (1098 рік):
  - смерті Єфре́ма II Переясла́вського — церковного діяча, святого XI–XII століть, митрополита Київського.
- 100 років з часу (1123 рік):
  - 1 серпня — смерті Давида Святославича — князя переяславського (1073—1076), князя муромського (1076—1093), князя смоленського (1093—1095 і 1096—1097), князя новгородського в (1094—1095), князя чернігівського (1097—1123). Середній з п'яти синів Великого князя Київського Святослава II Ярославича[13] (нар.. бл.1050).
  - смерті Яросла́ва Святопо́лчича — волинського князя (1100—1118) з династії Рюриковичів, сина великого князя київського Святополка II Ізяславича (нар.. бл.1072).
- 25 років з часу (1198 рік):
  - смерті Ярослава Всеволодовича — чернігівського князя (1177—1198) з династії Ольговичів, другого сина великого князя київського і чернігівського князя Всеволода Ольговича і Марії, доньки Мстислава Великого (нар.. 1139).
  - смерті Ники́фора ІІ — митрополита Київського та всієї України (1182—1198)[14]